# Thomasia pygmaea
Thomasia pygmaea är en malvaväxtart som först beskrevs av Porphir Kiril Nicolai Stepanowitsch Turczaninow, och fick sitt nu gällande namn av George Bentham. Thomasia pygmaea ingår i släktet Thomasia och familjen malvaväxter. Inga underarter finns listade i Catalogue of Life.